# Classe Luda I/IV
La classe Luda I/II/III/IV - Tipo 051 per i cinesi - è una serie di cacciatorpediniere della Marina dell'esercito popolare di liberazione della Repubblica popolare cinese. Le navi sono distinte in quattro lotti, con un ulteriore aggiornamento cancellato, e sono a tutto il 2014 in servizio nella maggior parte degli esemplari.

## Progetto
Questo fu il primo progetto originale di cacciatorpediniere sviluppato in Cina e denominato Progetto 701, anche se derivato dalla sovietica classe Kotlin. Il primo esemplare venne approvato nel 1967 e impostato nel 1968. Su parte dei 16 esemplari originari sono stati effettuati degli aggiornamenti, in particolare la sostituzione dei missili antinave HY-1/HY-2 con i più evoluti YJ-83 (C-803), dei cannoni antiaerei manuali con modelli automatici e per la difesa antiaerea, l'aggiunta di un lanciatore ad 8 celle HQ-7.

## Evoluzione
Dei quattro lotti che compongono la classe, solo il secondo comprende navi dotate di ponte di volo ed hangar, a scapito del cannone da 130 mm poppiero. Tutti gli altri esemplari hanno capacità antisommergibile molto ridotte come portata, sia per i sistemi sonar negli esemplari più vecchi che per la gittata dei sistemi d'arma nelle versioni più nuove, visto che la mancanza di elicottero remde impossibile impegnare un bersaglio al di là della portata dei siluri filoguidati. Il missile ASW CY-1 che ne avrebbe dovuto estendere la capacità offensiva, sebbene presentato negli anni ottanta del secolo scorso, non è stato prodotto su scala industriale.